# Spiramater lutra
Spiramater lutra är en fjärilsart som beskrevs av Achille Guenée 1852. Spiramater lutra ingår i släktet Spiramater och familjen nattflyn. Inga underarter finns listade i Catalogue of Life.